# 小行星2029
小行星2029（2029 Binomi）是一颗绕太阳运转的小行星，为主小行星带小行星。该小行星于1969年9月11日发现。
該小行星以虛構的數學家比諾米（Binomi）命名，他被戲稱為數學公式的發明者，例如二項式定理。

## 轨道参数
小行星2029的轨道半长轴为2.3497348 UA，离心率为0.128。